# 李黼平
李黼平（1770年—1832年），字绣子，又字贞甫，广东嘉应州（一作浙江嘉兴）人。

## 生平
生于乾隆三十五年，八岁能作诗，十四岁作《桐花凤传奇》。嘉庆三年（1798年）中举人，十年（1805年）成乙丑科进士，授庶吉士。不久辭官。主讲广州粤华书院、东莞宝安书院。与宋湘、黄香铁、黄遵宪、丘逢甲合称嘉应五大诗人。卒于宣宗道光十二年，年六十三岁。